# Dürrenmungenau

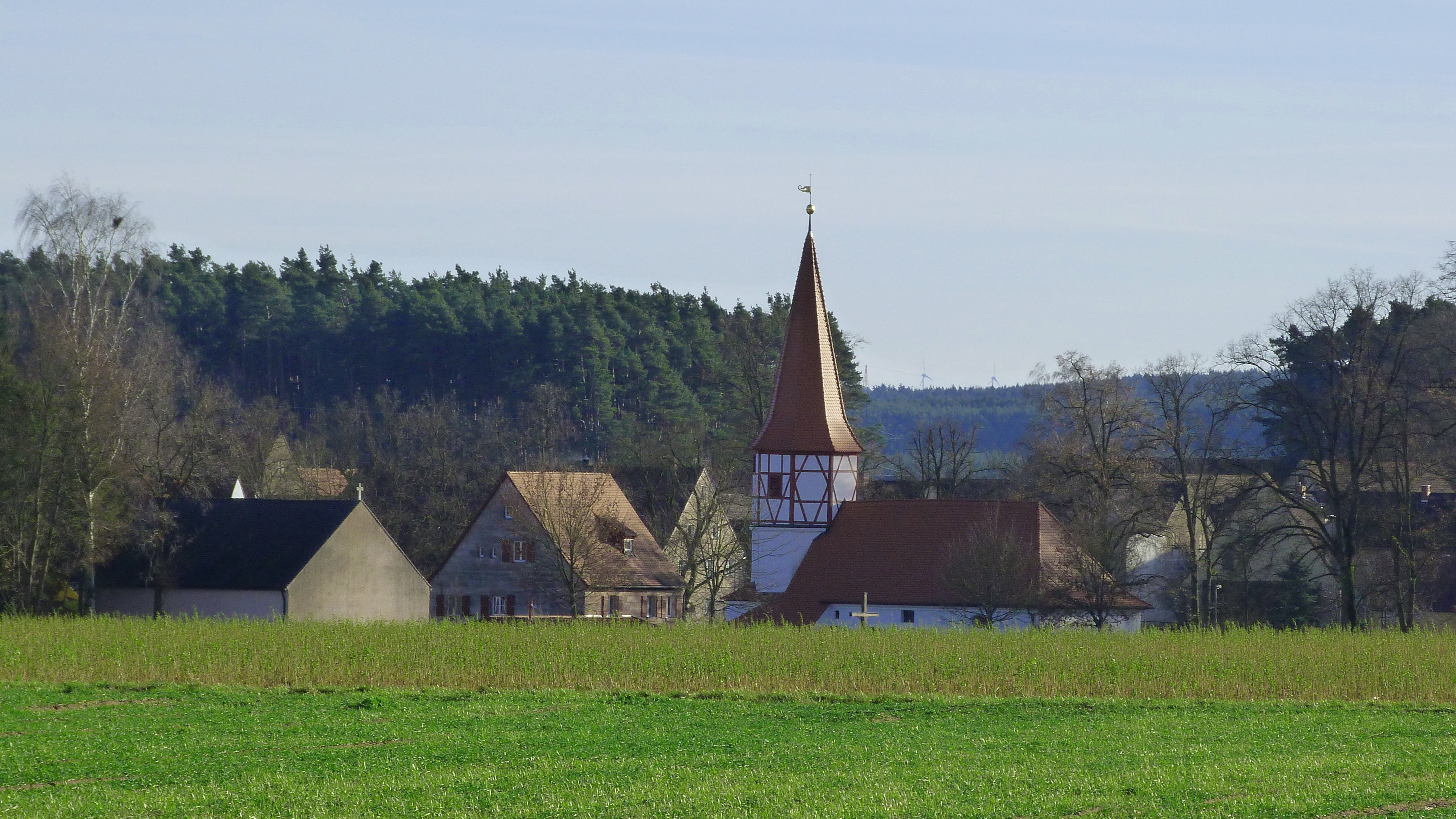
Kirche von Dürrenmungenau

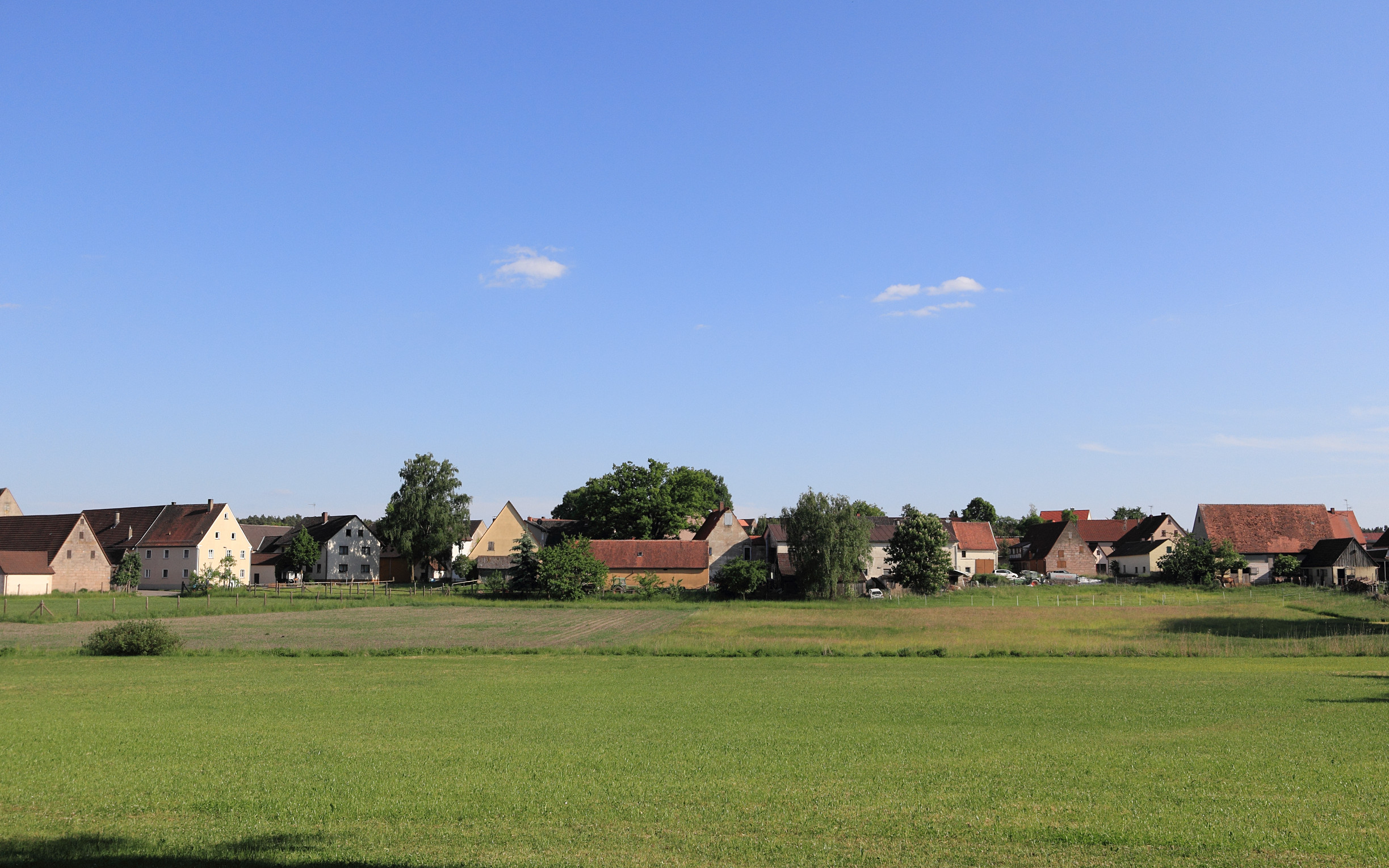
Dorfanger von Norden

Dürrenmungenau (fränkisch: Därnmummala) ist ein Gemeindeteil der Stadt Abenberg im Landkreis Roth (Mittelfranken, Bayern). Die Gemarkung Dürrenmungenau hat eine Fläche von 6,604 km². Sie ist in 899 Flurstücke aufgeteilt, die eine durchschnittliche Fläche von 7345,47 m² haben. In ihr liegen neben dem namensgebenden Ort die Gemeindeteile Fischhaus, Pippenhof und Weihermühle.

## Geografie

### Geografische Lage
Durch das Pfarrdorf fließt der Fischbach, ein linker Zufluss der Fränkischen Rezat. Unmittelbar ist der Ort von Acker- und Grünland umgeben. Daran schließen sich im Norden die Waldgebiete Grillen, Fritzbauernholz und Streitholz an, im Südosten das Waldgebiet Im Eselloch und im Süden das Dürrenmungenauer Holz. Die gesamte Gegend wird Auf dem Sand genannt.
Zwei Gemeindeverbindungsstraßen führen zur Staatsstraße 2220 (1,4 km nordwestlich bzw. 1,4 km nordöstlich). Weitere Gemeindeverbindungsstraßen führen nach Obersteinbach ob Gmünd zur Kreisstraße RH 39 (2,7 km südöstlich), die St 2220 kreuzend nach Ebersbach (2,5 km nördlich), nach Beerbach zur Kreisstraße RH 9 (2 km südlich) und über Fischhaus und Pippenhof zur Bundesstraße 466 bei Wassermungenau (2 km südwestlich).

### Geologie
Dürrenmungenau liegt auf magerem sandigem Boden, die landwirtschaftlichen Erträge waren gering und wurden durch die zunehmende Bewirtschaftung immer schlechter. Der Lehrer Erhard Schneider experimentierte auf dem Schulacker mit dem Anbau von Lupinen, um den Boden zu verbessern. Lupinen haben die Eigenschaft, dem Boden über die Wurzeln Stickstoff zuzuführen und ihn somit mit Nährstoffen anzureichern. Die Versuche mit der Gründüngung hatten Erfolg und so kam es zwischen 1850 und 1868 zu einer landwirtschaftlichen Revolution in Dürrenmungenau. Die Methode breitete sich schnell aus und wurde in weiten Teilen des fränkischen Keuperbeckens und auf vielen anderen sandigen Böden nachgeahmt.
An diese Zeit erinnert der Name der Gaststätte Lupinenhof.

### Ortsbild
Das Zentrum von Dürrenmungenau bildet der Dorfanger. Um ihn herum gruppieren sich halbkreisförmig der Altort, das historische Schloss, die Kirche und die Brauerei. Dass diese Freifläche bis heute nicht überbaut wurde, macht die Gesamtanlage zu einer bemerkenswerten Seltenheit.

## Geschichte
Wann und von wem Dürrenmungenau gegründet wurde, ist nicht bekannt. Im Jahr 1142 gibt es die Erwähnung eines Ortes „Mungenowae“. Dieser wie auch spätere Belege können Dürrenmungenau nicht sicher zugeordnet werden. Mit größerer Wahrscheinlichkeit ist davon auszugehen, dass damit Wassermungenau gemeint ist. Grundwort des Ortsnamens ist mhd. „ouwe, owe“ (= wasserreiches Wiesenland), Bestimmungswort das fränkische Adjektiv „munk“ (= breit). 1300 gibt es den ersten sicheren Beleg als „Dürrenmungenawe“. Das Präfix „Dürren–“ klassifiziert den Boden des Ortes als trocken und unergiebig. Unter den Prämissen, (1) dass Orte gleichen Namens in unmittelbarer Nähe auf ein Verwandtschaftsverhältnis verweisen, und (2) dass Orte mit schlechteren Boden später gegründet werden als Orte mit guten Boden, kann man schließen, dass Dürrenmungenau eine Tochtersiedlung von Wassermungenau ist.
Das Gebiet um Dürrenmungenau gehörte ursprünglich zur Grafschaft Abenberg, die nach dem Aussterben der Grafen von Abenberg in den Besitz der Nürnberger Burggrafen aus dem Hause Zollern und damit später an das Fürstentum Ansbach kam. Im 13. Jahrhundert gab es ein „festes Haus“ zur Sicherung der Reichsstraße von Nürnberg nach Augsburg. 1285 übergab Albert Rindsmaul der Ältere das „ius patronus barrochie in Mungenau“ (Patronatsrecht über die Pfarrkirche von Mungenau) an seinen Onkel Herrmann von Vestenberg. Später war Dürrenmungenau im Besitz der Abenberger Linie der Seckendorff. 1414 verpfändete Heinrich von Seckendorff den Besitz je zur Hälfte an Jakob Zuckermantel aus Wassertrüdingen und an Stephan von Absberg, der Zuckermantel die zweite Hälfte abkaufte. 1431 wurde das Lehen von Friedrich von Brandenburg bestätigt. 1507 lösten die Seckendorff das Pfand von Dürrenmungenau ein und kamen so wieder in den Besitz des Gutes. 1516 gelangte Dürrenmungenau an die Schecks von Pleinfeld (auch Schechs von Pleinfeld), welche die Reformation einführten. 1554 bis 1564 war der Edelsitz im Besitz der Nürnberger Kaufmannsfamilie Schnöd. Hieronymus Schnöd, der bereits im Besitz von Defersdorf war, nannte sich daraufhin Schnöd von Defersdorf und Dürrenmungenau.
Die Besitzer zwischen 1564 und 1610 sind nicht genau bekannt, aber es wurden die Dettelbach zu Dürrenmungenau erwähnt. Spätestens 1594 wurde Dürrenmungenau Rittergut und gehörte zur Fränkischen Reichsritterschaft, Kanton Altmühl. 1610 erwarb Johann Christoph von Westernach auf Dürrenmungenau und Laufenbürg das Gut und ließ 1614 eine Kirche errichten, ein Pfarrhaus und eine Scheune bauen sowie den Friedhof an der Kirche anlegen. Da der Bau der Kirche ohne Absprache stattfand und Dürrenmungenau ursprünglich zur Windsbacher Filialkirche von Wassermungenau gehörte, kam es zu einem jahrelangen Streit mit dem Kirchengericht und den Markgrafen von Ansbach, der am 12. Juli 1617 in einem Vertrag mündete, der Dürrenmungenau von der Pfarrei Wassermungenau abtrennte. Dürrenmungenau erhielt die Rechte einer eigenen Pfarrei zuerkannt, Westernach und den nachfolgenden Gutsbesitzern wurde das Patronatsrecht zugesprochen und die Kirche konnte am 16. Februar 1618 geweiht werden.
Im 16-Punkte-Bericht des Oberamts Windsbach von 1608 wurden für Dürrenmungenau 30 Mannschaften verzeichnet: 12 Bauern und 16 Köbler unterstanden den Herren von Westernach, 1 Hof dem Stadtvogteiamt Eschenbach des Deutschen Ordens und 1 Hof dem Schwabacher Bürger von Neu. Außerdem gab es ein Gemeindehirtenhaus. Das Hochgericht übte das brandenburg-ansbachische Kasten- und Stadtvogteiamt Windsbach aus. Nach den Westernachern folgten die Herren von Crailsheim, die aber nur wenig Erwähnung fanden.
Während des Dreißigjährigen Krieges wurden das Schloss und der Ort ausgeplündert und größtenteils zerstört. Die Bewohner wurden entweder vertrieben oder getötet, so dass der Ort ab 1642 eine menschenleere Wüstung war. 1651 kaufte der Nürnberger Patrizier Jobst Christoph Kreß von Kressenstein das Rittergut. Durch den Besitz von Dürrenmungenau wurden die Kreß im Kanton Altmühl in die Reichsritterschaft in Franken immatrikuliert. Jobst Christoph Kreß baute das Schloss und die Kirche wieder auf und leitete die neue Besiedelung ein. Die Wiederbesiedelung erfolgte ab 1656 v. a. durch protestantische Glaubensflüchtlinge aus dem niederösterreichischen Waldviertel, dem oberösterreichischen Mühlviertel (hier besonders aus dem „Ländlein ob der Enns“) und aus der Oberpfalz.
In den Vetter’schen Oberamtsbeschreibungen von 1732 wurden für Dürrenmungenau 31 Anwesen angegeben: 10 Höfe, 4 Halbhöfe und 15 Gütlein unterstanden dem Rittergut Dürrenmungenau, 1 Anwesen dem Stadtvogteiamt Eschenbach und 1 Anwesen dem Nürnberger Eigenherrn von Neu. Außerdem gab es noch das Hirtenhaus.
Durch Verbindungen der Kreß zum Pegnesischen Blumenorden erlangte Dürrenmungenau im 18. Jahrhundert eine kulturelle Blüte. Nach der Bauernbefreiung Mitte des 18. Jahrhunderts und den Reformen der Grundherrschaften verkauften die Kreß ihren Besitz 1878 nach 227 Jahren an den Landwirt Paul Löhe, einen Neffen von Wilhelm Löhe.
Gegen Ende des 18. Jahrhunderts gab es in Dürrenmungenau 32 Anwesen. Das Hochgericht übte das Rittergut Dürrenmungenau der Herren Kreß von Kressenstein in begrenztem Umfang aus. Es hatte ggf. an das brandenburg-ansbachische Kasten- und Stadtvogteiamt Windsbach auszuliefern. Die Dorf- und Gemeindeherrschaft hatte das Rittergut Dürrenmungenau. Grundherren waren das Rittergut Dürrenmungenau (29 Anwesen: 9 Ganzhöfe, 8 Halbhöfe, 9 Gütlein, 1 Tafernwirtschaftsgut, 1 Leerhaus, 1 Schmiedgütlein), das Stadtvogteiamt Eschenbach (1 Ganzhof, 1 Gütlein) und der Nürnberger Eigenherr von Neu (1 Halbhof). Neben den Anwesen gab es noch kirchliche Gebäude (Pfarrhof, Pfarrkirche), kommunale Gebäude (Schule, Hirtenhaus) und herrschaftliche Gebäude (Schloss, Amtsdienerhaus, Jägerhaus, Schäferhaus). Von 1797 bis 1808 unterstand der Ort dem Justiz- und Kammeramt Windsbach. Es gab zu dieser Zeit 31 Untertansfamilien.
1806 kam Dürrenmungenau an das Königreich Bayern. Im Rahmen des Gemeindeedikts wurde 1808 der Steuerdistrikt Dürrenmungenau gebildet, zu der die Dürrenmungenauer Mühle gehörte (später Weihermühle genannt). Die Ruralgemeinde Dürrenmungenau entstand 1810 und war deckungsgleich mit dem Steuerdistrikt. Sie war in Verwaltung und Gerichtsbarkeit dem Landgericht Heilsbronn zugeordnet und in der Finanzverwaltung dem Rentamt Windsbach. Mit dem Zweiten Gemeindeedikt (1818) bekam die Gemeinde erweiterte Selbstverwaltungsrechte. In der ersten Hälfte des 19. Jahrhunderts wurden Fischhaus und Pippenhof gegründet. Von 1862 bis 1879 gehörte Dürrenmungenau zum Bezirksamt Heilsbronn, seit 1880 zum Bezirksamt Schwabach (1939 in Landkreis Schwabach umbenannt) und zum Rentamt Spalt (1919 in Finanzamt Spalt umbenannt). Die Gerichtsbarkeit blieb bis 1879 beim Landgericht Heilsbronn, von 1880 bis 1970 war das Amtsgericht Roth zuständig, seit 1970 ist es das Amtsgericht Schwabach. 1932 wurde das Finanzamt Spalt aufgelöst und Dürrenmungenau dem Finanzamt Schwabach zugewiesen. Die Gemeinde hatte 1964 eine Gebietsfläche von 6,617 km².
1896 kauften die Freiherren Leuckart von Weißdorf das Schloss samt Kirchenpatronat. Die Leuckart engagierten sich sehr für den Ort und die Kirche. Sie ließen in den folgenden Jahrzehnten das Schloss, die Kirche und die dazugehörenden Gebäude renovieren und modernisieren. Das Kirchenpatronat wurde erst 1982 von der Landeskirche abgelöst.
Am 1. Mai 1978 wurde die Gemeinde Dürrenmungenau im Zuge der Gebietsreform in Bayern in die Stadt Abenberg eingegliedert.

### Baudenkmäler

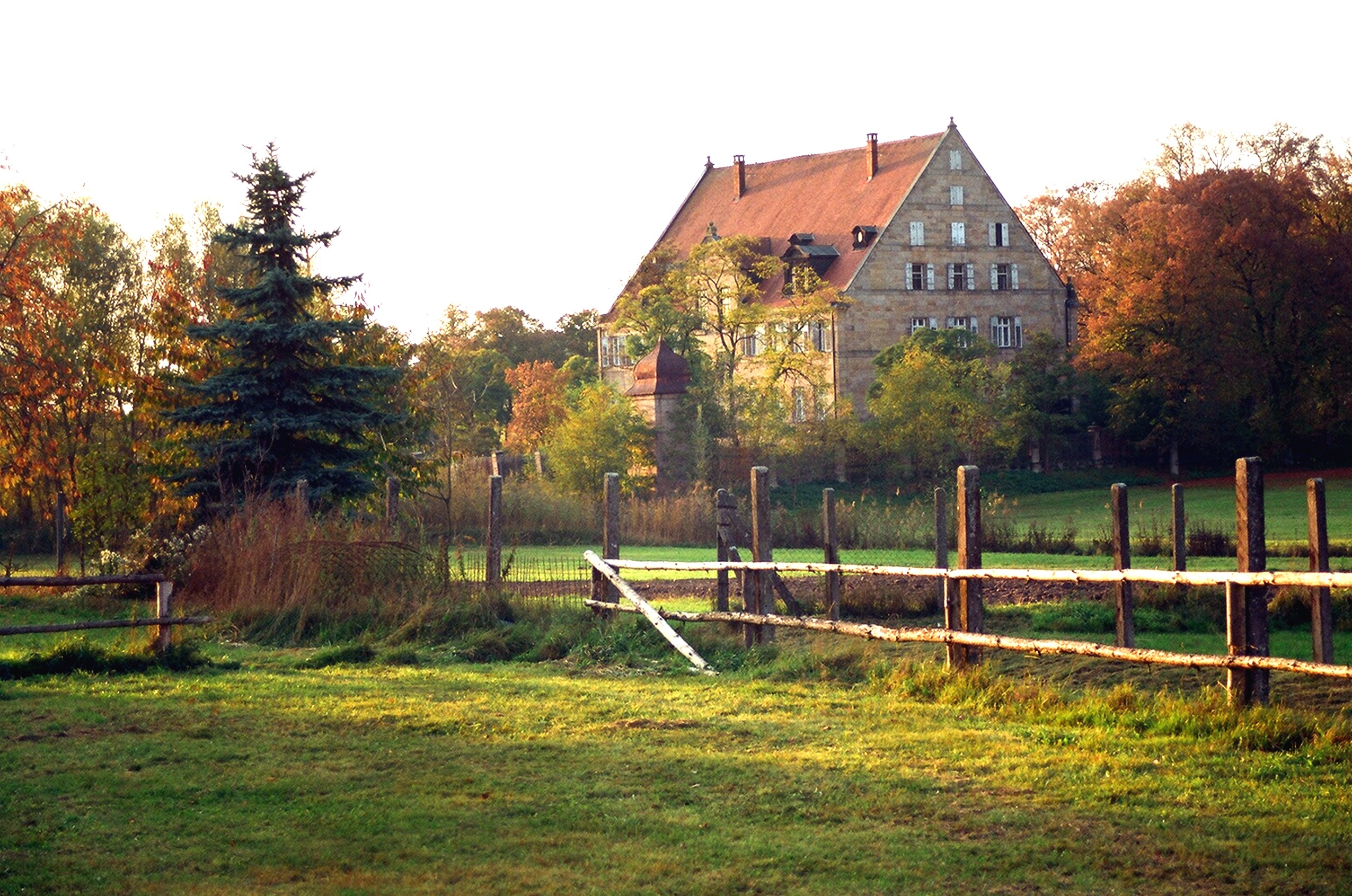
Schloss Dürrenmungenau

In Dürrenmungenau gibt es zehn Baudenkmäler:
- Schloss Dürrenmungenau: Die Schlossanlage besteht aus Schloss, Schlosspark, Obstgarten und Gutshof, die von einer Sandsteinmauer mit Zwiebeltürmen eingefasst sind. Über die Vorgängerbauten des Schlosses ist wenig bekannt. Ein früheres Schloss hatte ursprünglich die Form einer Kirche. Es wurde im Dreißigjährigen Krieg beschädigt und nach 1651 wieder aufgebaut. Von 1720 bis 1725 wurde es in barocker Form umgebaut und von der Familie Kreß von Kressenstein als Sommersitz genutzt. Nach den Kreß war Paul Löhe 1878 im Besitz des Schlosses, der es 1896 an die Leuckart von Weißdorf verkaufte. Um 1900 wurde das Schloss im Stil des Historismus umgestaltet, wobei unter anderem auch neue Wirtschaftsgebäude entstanden. In den Jahren 1918–1948 diente es wiederholt als Kriegerwitwen- und Kindersommererholungsheim. 1980–1986 wurde der Gebäudekomplex grundlegend saniert. Das Dach und die Brücke wurden mit Mitteln des Freistaates Bayern instand gesetzt. Das Schloss ist heute im Besitz von Luitgardis Körner, geborene Freiin Leuckart von Weißdorf, und ihrem Sohn. Um die Gutsanlage Dürrenmungenau zu erhalten, hat sich im Jahr 2006 ein Förderverein gegründet.[31]
- St. Jakobus (Dürrenmungenau), ehemalige Pfarrkirche
- Pfarrhaus
- Häuser und Scheunen

### Einwohnerentwicklung
Gemeinde Dürrenmungenau
| Jahr      | 1818   | 1840   | 1852   | 1855   | 1861   | 1867   | 1871   | 1875   | 1880   | 1885   | 1890   | 1895   | 1900   | 1905   | 1910   | 1919   | 1925   | 1933   | 1939   | 1946   | 1950   | 1952   | 1961   | 1970   |
| Einwohner | 220    | 269    | 312    | 298    | 311    | 298    | 270    | 272    | 311    | 303    | 305    | 304    | 305    | 269    | 271    | 265    | 261    | 252    | 231    | 361    | 318    | 296    | 289    | 302    |
| Häuser    | 42     | 54     |        |        |        |        | 56     |        |        | 55     | 57     |        | 57     |        |        |        | 57     |        |        |        | 53     |        | 64     |        |
| Quelle    | [ 33 ] | [ 34 ] | [ 35 ] | [ 35 ] | [ 36 ] | [ 37 ] | [ 38 ] | [ 39 ] | [ 40 ] | [ 41 ] | [ 42 ] | [ 43 ] | [ 44 ] | [ 43 ] | [ 45 ] | [ 43 ] | [ 46 ] | [ 43 ] | [ 43 ] | [ 43 ] | [ 47 ] | [ 43 ] | [ 27 ] | [ 48 ] |

Ort Dürrenmungenau
| Jahr      | 001818 | 001840 | 001861 | 001871 | 001885 | 001900 | 001925 | 001950 | 001961 | 001970 | 001987 |
| Einwohner | 220    | 252    | 293    | 246    | 266    | 274    | 237    | 273    | 261    | 267    | 267    |
| Häuser    | 42     | 50     |        |        | 50     | 50     | 52     | 45     | 58     |        | 69     |
| Quelle    | [ 33 ] | [ 34 ] | [ 36 ] | [ 38 ] | [ 41 ] | [ 44 ] | [ 46 ] | [ 47 ] | [ 27 ] | [ 48 ] | [ 49 ] |

## Religion
Der Ort ist Sitz der Pfarrei St. Jakobus und seit der Reformation evangelisch-lutherisch geprägt. Die Einwohner römisch-katholischer Konfession sind nach St. Jakobus (Abenberg) gepfarrt.

## Wanderwege
Durch Dürrenmungenau führt die Nürnberg-Bodensee-Route des Jakobsweg und der Fernwanderweg Dr.-Fritz-Linnert-Weg. Ebenso der Rund-Fernwanderweg Burgen und Schlösser und der Wanderweg Stilla-Weg.